# 大塅遗址
大塅遗址，是位于中华人民共和国安徽省合肥市肥东县杨店乡杨店社区的一个商周时期古遗址。
2012年3月19日，肥东县人民政府将大塅遗址公布为第五批肥东县文物保护单位。